# Thurø Boldklub af 1920
Thurø Boldklub af 1920 er en dansk fodboldklub beliggende på Thurø. Klubben har et hold placeret i Fyns serie 2 og spiller deres hjemmekampe på Thurø Stadion.
Klubbens højdepunkt var at finde i sæsonen 2003/2004 hvor klubben havde spillet sig i Danmarksserien. I denne sæson mødte man lokalrivalen Svendborg fB. Interessen for kampen var så stor at man den 28. maj
2004 satte en lokal rekord med 1.300 tilskuere  på Thurø Stadion
I juni 2010 fejrede klubben sit 90-års-jubilæum med en opvisningskamp mellem et udvalgt hold fra Sydfyn og Old Boys Landsholdet med bl.a Brian Laudrup og Flemming Povlsen.

## Ekstern kilde/henvisning
- Thurø Boldklubs officielle hjemmeside Arkiveret 28. december 2011 hos  Wayback Machine
- Stillingen i Serie 1